# تاويون (تايوان)
تاويون (بالصينية: 桃園市) هي بلدية في شمال غربي تايوان.

## معرض صور

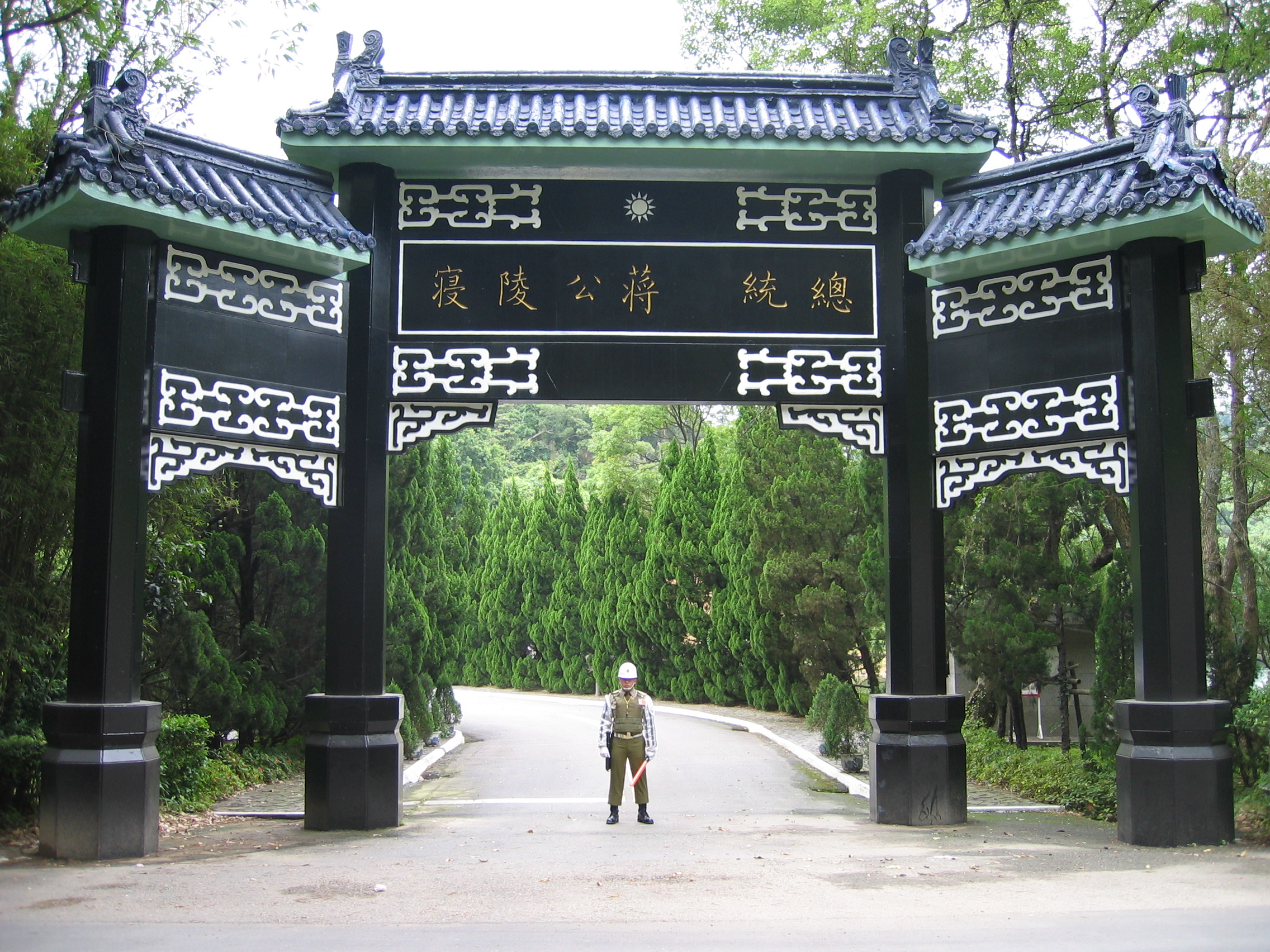
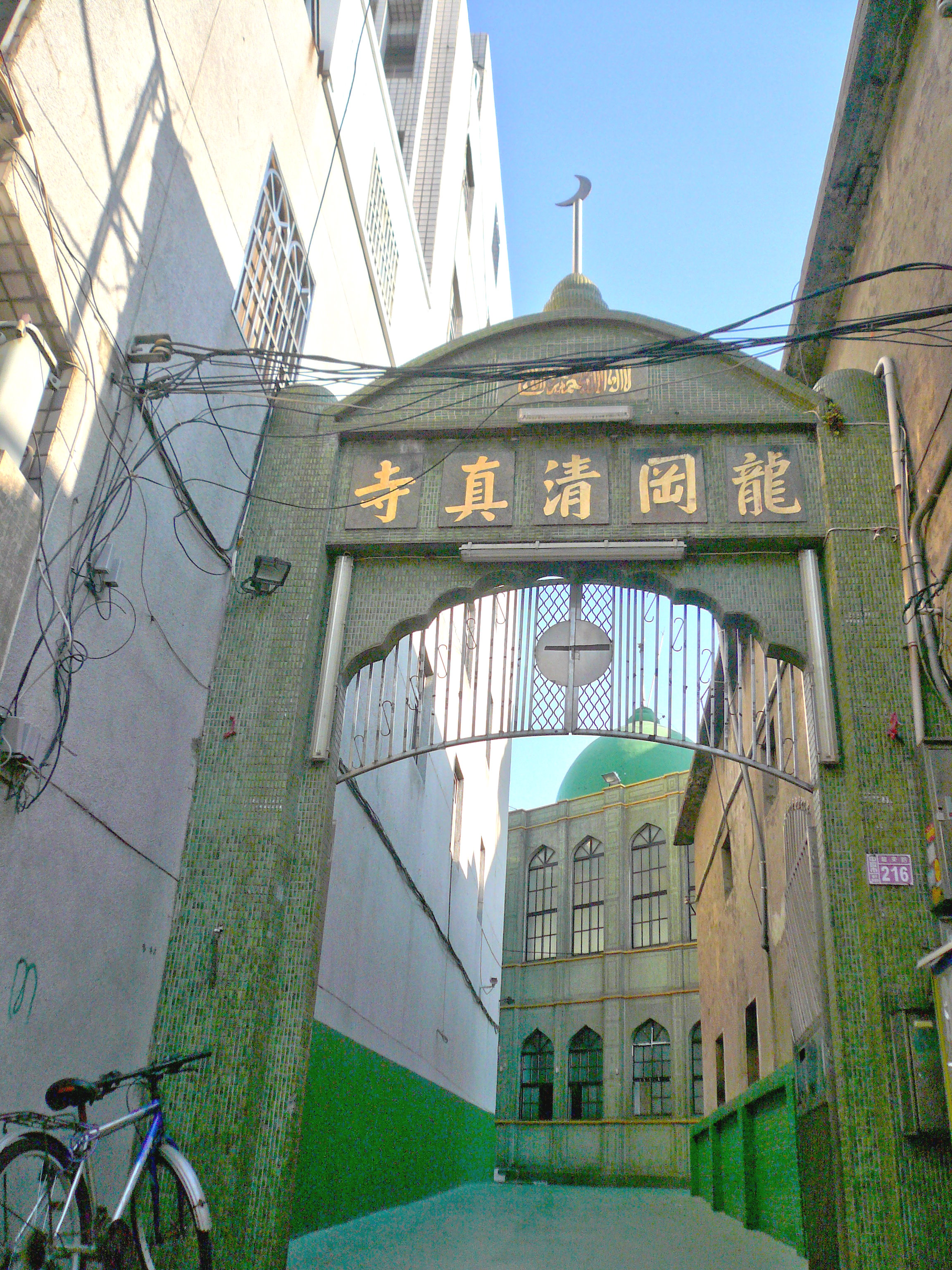
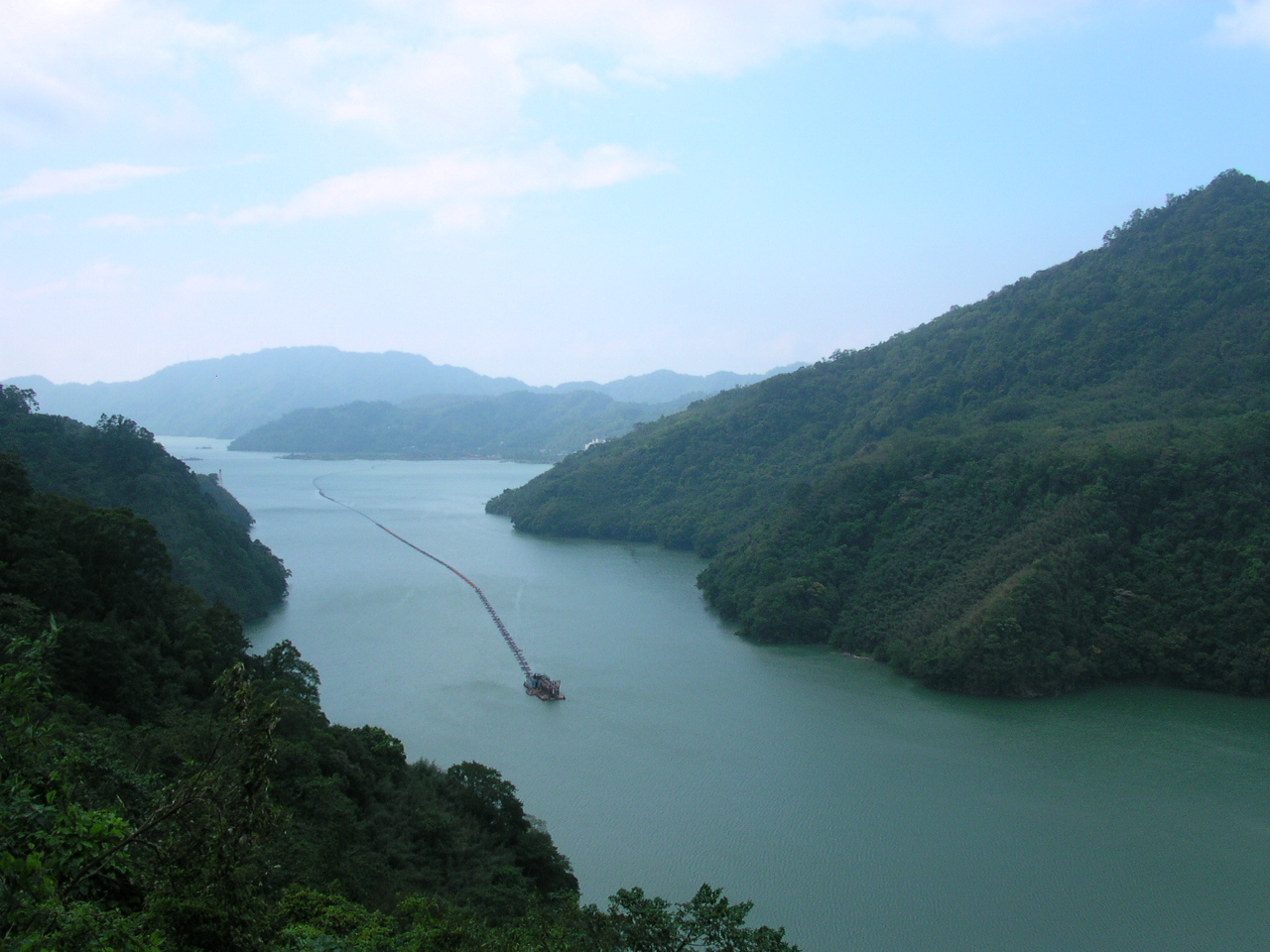

## وصلات خارجية
- الموقع الرسمي لحكومة مدينة تاويون (بالصينية)
- الموقع الرسمي لحكومة مدينة تاويون (بالإنجليزية)